# Gottesdiener (Roman)
Gottesdiener ist ein 2004 erschienener Roman von Petra Morsbach. Die Hauptperson ist Isidor Rattenhuber, ein älterer katholischer Dorfpfarrer im Bayerischen Wald. Der Roman zeichnet in Rückblenden seine Biografie nach, untermischt mit Episoden aus dem Alltag seiner Pfarrgemeinde.

## Inhalt

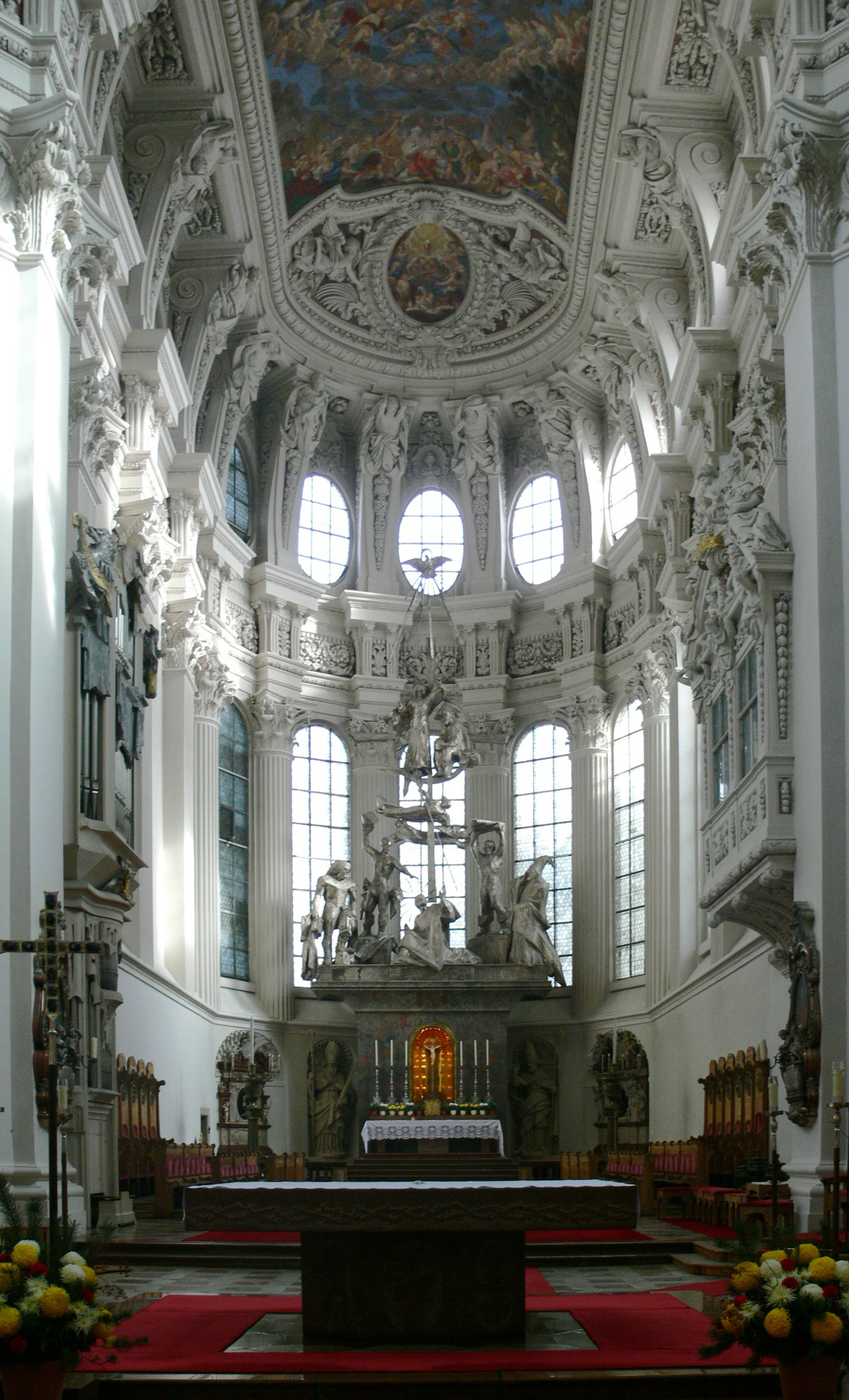
Passauer Dom, Chor

Die Handlung beginnt in der Vorweihnachtszeit im fiktiven Ort Bodering. Pfarrer Rattenhuber hadert mit sich, weil er den Wunsch nach einer Konnersreuth-Wallfahrt schroff abgewiesen hat. Während des Abendessens im Pfarrhaus geht er in Gedanken einige „notorische Wallfahrer“ seiner Gemeinde und ihre Motive durch. Er ist nun schon fast 30 Jahre Priester, und der Roman wird auch die Veränderungen seiner Berufsrolle in dieser Zeit verfolgen.
Das zweite Kapitel blickt auf Rattenhubers Kindheit zurück. Warum ist er Priester geworden? Isidor Rattenhuber fällt ein Scherz ein: Was blieb ihm übrig, bei diesem Namen, dazu rothaarig und stotternd? Dahinter erkennt er einen tieferen Grund: Die Kirche „bot die Gegenwelt zu seinem trostlosen Elternhaus. Seine Eltern waren keine schlechten Menschen, aber wüst, laut und ziellos.“ Liest er liturgische Texte, so stottert er nie. Nachdem dies durch Zufall entdeckt wird, fördert ihn sein Pfarrer. Er kommt aus seiner armen Kleinbauernfamilie ins Benediktinerinternat und tritt später ins Passauer Priesterseminar ein. Wider Erwarten bleibt sein Heimatpfarrer abweisend, als Isidor ihm seine Entscheidung, Priester zu werden, mitteilt: Einer muss es ja machen.
„Die Passauer Studienzeit hat sich als ewiger heller Frühling in Isidors Gedächtnis eingebrannt.“ Es ist die Aufbruchszeit des Zweiten Vatikanischen Konzils; Isidor genießt aber auch die Strenge und den Prunk der alten Liturgie und den festlichen Rahmen, den die Architektur des Doms bietet. Er findet zwei Freunde unter den Seminaristen, Franz (den Künstler) und Gregor (den Rebellen); gemeinsam werden sie im Passauer Dom zu Priestern geweiht, was Isidor wie im Rausch erlebt. Ganz anders kurz darauf die Primiz in seinem Heimatdorf bei sommerlicher Hitze: „Isidor im Ornat fühlte sich wie ein Opferstier vor der euphorischen Menge und dachte: Sie feiern sich, weil aus ihrer Mitte ein Priester hervorgegangen ist. Aber was haben sie dafür geleistet, außer mich zu quälen?“
Als Kaplan wird Isidor dem autoritären und unberechenbaren Pfarrer Gruber zugeordnet; seine Freunde Gregor und Franz kann er, der Stotterer, kaum telefonisch erreichen. Schließlich nimmt Isidor seinen Mut zusammen und schreibt sein Versetzungsgesuch.
Nachdem er schon eine Weile in Bodering Pfarrer ist, begegnet ihm Judith: „Sie war Mitte zwanzig und wirkte halb gehetzt, halb sehnsüchtig, ein bißchen gestört.“ Ein Gemeindeprojekt, bei dem sie mitwirkt, ermöglicht es Isidor, eine Verliebtheit zu kultivieren, von der Judith aber nichts merken darf. Als sie den Schrotthändler Pachl heiraten will, wird Isidor aus seinen Tagträumen gerissen. Pachl muss seine erste Ehe für nichtig erklären lassen. Dies gibt Isidor Gelegenheit, dem Mann, den er als Rivalen empfindet, „in unangemessen ironischer Weise“ die Eheannullierungsbestimmungen zu erläutern, was er auskostet, dann aber bereut. Judith tritt noch einmal in Isidors Leben, als sie todkrank ist und geistliche Begleitung sucht. Isidor erkennt, dass er das keineswegs selbst tun kann. Aber er möchte, dass sie von dem besten Seelsorger unter seinen Nachbarpfarrern begleitet wird. Die Wahl fällt ihm nicht leicht. Schließlich vertraut er sich Ludwig an, einem fanatischen Naturfreund und Bergsteiger. Im Gespräch mit ihm löst er sich innerlich von Judith, woraufhin Ludwig die Begleitung der Sterbenden übernimmt.
Isidor lebt auf, als seine Cousine Rosl als Haushälterin bei ihm einzieht. Sein Leben wird für einige Jahre ausgeglichener und komfortabler. Dann wird bei Rosl eine schwere Nierenerkrankung festgestellt, und Isidor glaubt großzügig zu sein, da er sich nicht (wie ursprünglich für den Fall einer Erkrankung vereinbart) von ihr trennt. Obwohl ihre Arzttermine eine Belastung für ihn sind, fährt er sie regelmäßig zur Dialyse. Eine unerwartete Wendung tritt ein, als Rosl in der Kur einen Witwer kennenlernt, „der ihr seine Hand und eine seiner Nieren anbot“. Isidor erkennt selbstkritisch, dass er „ehrlich gesagt, keine Sekunde daran gedacht hatte, selbst eine Niere zu spenden.“ Rosl hatte zwar nie eine Andeutung in diese Richtung gemacht, aber sie verabschiedet sich von ihm mit den Worten: „Ihr Pfarrer seids doch allesamt große Egoisten.“
Die Romanhandlung ist nun in der Gegenwart angekommen; Isidor feiert seine Heiligabendmessen. In der Nacht erhält er einen verstörenden Anruf. Isidor will die Kollegen um Rat fragen, erreicht aber nur ihre Anrufbeantworter. Danach versinkt er in unruhigen Träumen. Bevor er stirbt, begegnet er noch einmal den wichtigen Personen seines Lebens.

## Besonderheiten
Jedes der acht Kapitel beginnt mit einem längeren Abschnitt aus der Liturgie der Priesterweihe, jedes Unterkapitel mit Zitaten aus der Einheitsübersetzung der Bibel, die meist aus Kohelet, den Psalmen oder den Evangelien ausgewählt wurden.

## Rezeption
Die Rezensenten würdigten die Figur des Isidor Rattenhuber, der trotz seines kläglichen Namens keineswegs als Karikatur eines Pfarrers wahrgenommen wurde. Eberhard Falcke (Zeit Online) fasst seine Biografie so zusammen. „Der Überdruss an der eigenen Rolle, die Frauen, der Glaubenszweifel, die Lust, BMW zu fahren, die Ohnmachtsgefühle, der Alkohol, die Zölibatsschmerzen, die innere Leere, das Sündenbewusstsein, die Einsamkeit, die Minderwertigkeitskomplexe, die fehlende Haushälterin, die vorhandene Haushälterin. Isidor macht alles durch, auf seine stille, bescheidene Art […]. Seine Autorin […] stilisiert ihn weder zum Helden der Duldsamkeit noch zur spirituellen Leuchte.“
Udo Dickenberg (Wiener Zeitung) schrieb: „Der empfindsame Pfarrer wird von der Autorin in eine ihm unvertraute Umgebung geschickt, um in ihrem Auftrag als Außenstehender zu beobachten, zu forschen, zu räsonieren und zu reflektieren. Lange Rückblicke auf seine Sozialisation erhellen, wie er zu dem zurückhaltenden, in sich versunkenen Menschen geworden ist, als der er uns begegnet.“

## Ausgaben
- Gottesdiener. Roman. Eichborn, Frankfurt am Main 2004, ISBN 3-8218-0893-4.
- Gottesdiener. Roman. Btb, München 2006, ISBN 3-442-73321-9.
- Gottesdiener. Roman. Penguin, München 2018, ISBN 978-3-328-10392-9.